# Diodon
I Diodon Linnaeus, 1758 sono un genere di pesci d'acqua salata appartenenti alla famiglia dei Diodontidae (di cui costituiscono il genere tipo) e sono conosciuti comunemente come pesci istrice.

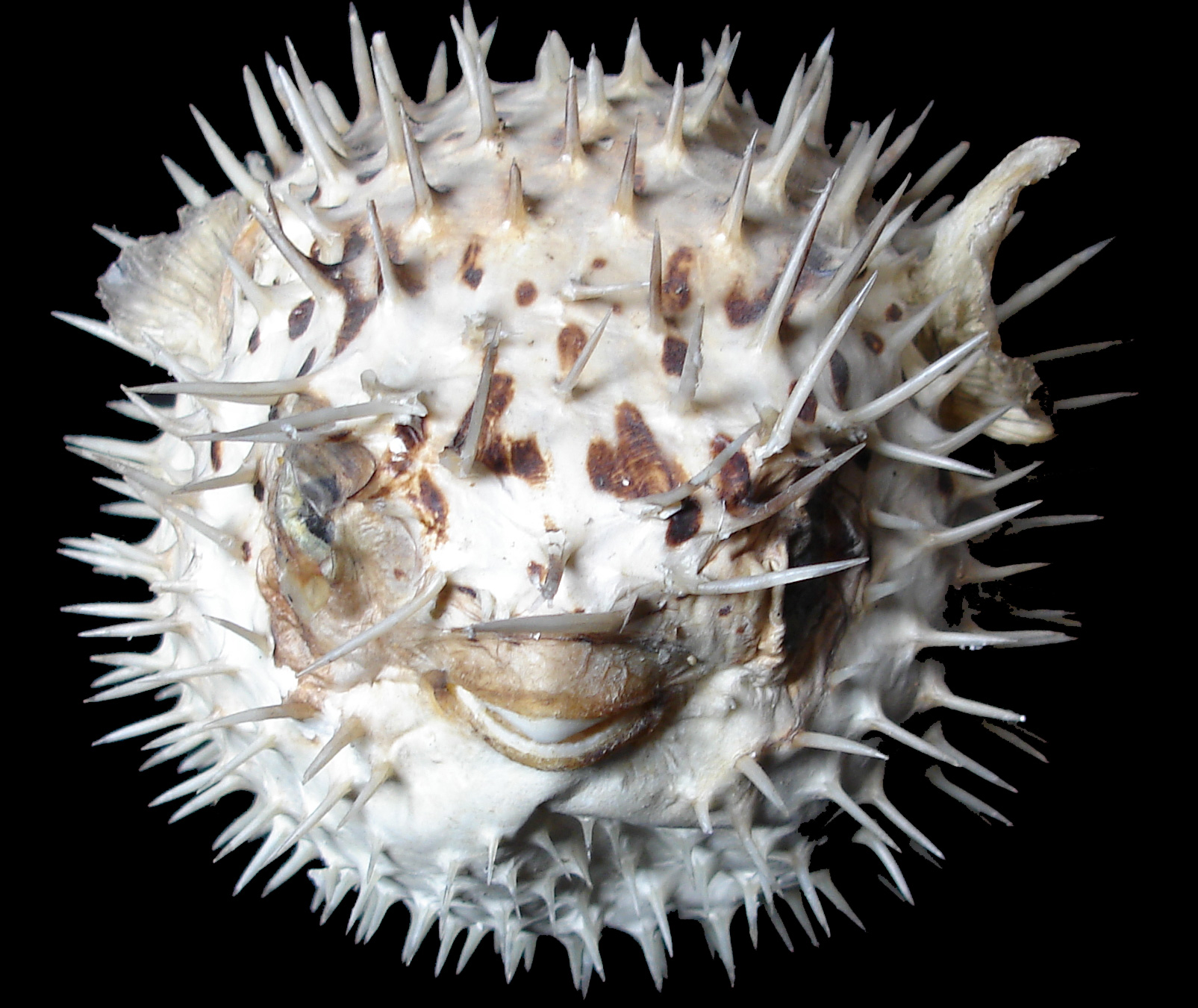
Un Diodon sp. in atteggiamento difensivo

## Distribuzione e habitat
Sono diffusi in tutte le acque oceaniche tropicali e subtropicali, incluso il Mar Rosso. Vivono in acque basse, vicino a barriere coralline e fondali rocciosi.

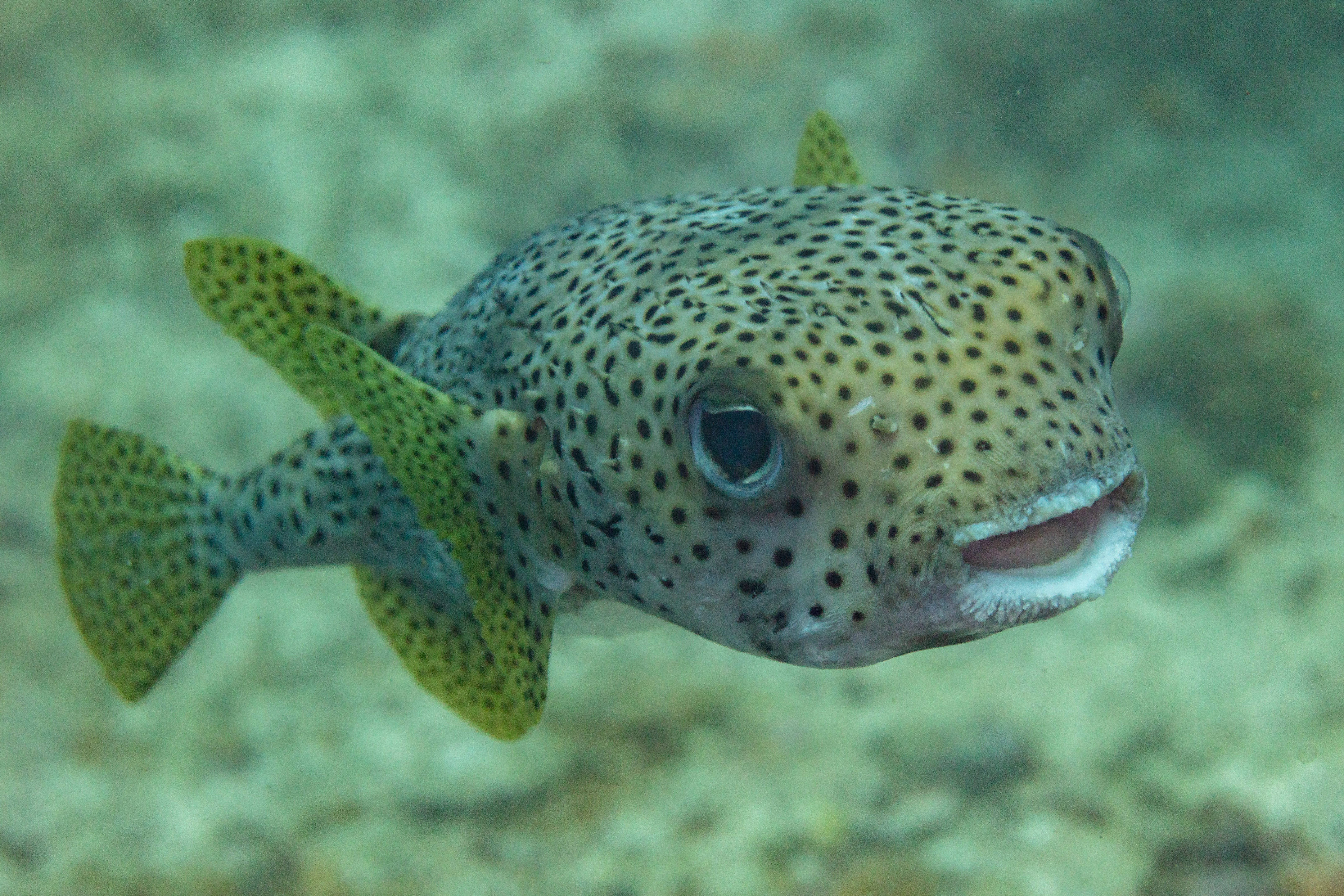
D. hystrix

## Descrizione
Il corpo di questi pesci è largo, con dorso piatto, occhi sporgenti e muso provvisto di becco rigido. La pinna dorsale e anale sono piccole, arrotondate e sistemate vicino al peduncolo caudale. Le pettorali sono ampie e tonde, mentre le ventrali sono assenti. Le pinne non sono fissate al corpo, ma si muovono costantemente durante il nuoto.
La pelle di questo pesce è ricoperta di aculei cornei (derivati dall'evoluzione di alcune scaglie) ed è incredibilmente elastica: in caso di pericolo infatti questi pesci riempiono lo stomaco d'acqua trasformandosi in bizzarre "sfere" aculeate, risultando pericolosamente indigesti per un eventuale predatore.
Le dimensioni di questi pesci variano da 27 a 91 cm.
Differiscono dai pesci dei generi Cyclichthys e Chilomycterus, i quali hanno pinne rigide e fisse, al contrario dei Diodon.

## Biologia

### Alimentazione
I pesci istrice si cibano prevalentemente di molluschi, crostacei e polipi dei coralli, di cui spezzano i gusci o la struttura esoscheletrica con il forte becco dentato.

### Veleno
Il fegato di questi pesci è velenoso, poiché secerne una sostanza chiamata tetradotossina, una neurotossina che inibisce la funzione respiratoria, portando rapidamente alla morte.

## Tassonomia[1]
- D. eydouxii
- D. holocanthus
- D. hystrix
- D. liturosus
- D. nicthemerus

## Fossili
Fossili di pesci istrice sono stati rinvenuti in strati geologici datanti del Terziario.
Tra le specie fossili, identifichiamo:
- Diodon italicus,  del Miocene del Monferrato, rinvenuto presso Rosignano[3]
- Diodon tenuispinus, dal lagerstätte del Monte Bolca[4].
- Diodon scyllai, rinvenuti nelle argille turchine a San Quirico d'Orcia e nei calcari nulliporici a Sarteano (Toscana)[5].

Sono stati anche rinvenuti resti di Diodon in Italia centrale, ma di specie non chiaramente identificabili.  I resti fossili indicano che queste specie del Terziario avevano caratteristiche fisiche simili alle attuali.